# Barrat Qisarya

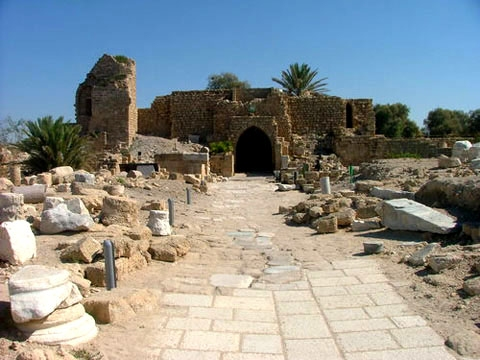
Village en 2020.

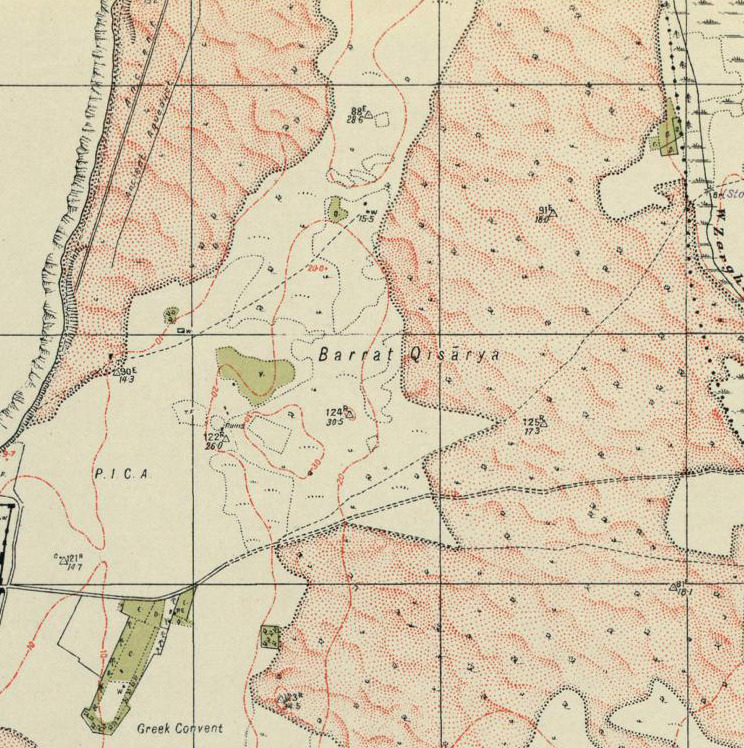
Carte du village dans les années 1940.

Barrat Qisarya (برة قيسارية, littéralement "banlieue de Qisarya), était un village bédouin de Palestine du sous-district de Haïfa.
Le site est à 32 km au sud-ouest d’Haïfa, à 25 m d’altitude, et à 3 km de la côte, dans une zone sableuse. Aux alentours, on trouve des preuves d’occupation ancienne dont des morceaux de marbre, des fragments de poterie et de verre, des murs en ruines.
En 1945, sa population est estimée à 1120 personnes, dont 960 Arabes et 160 Juifs. Sur les 31 800 dunams de terres, les Arabes en possédaient 21 000 et les Juifs 874, le reste étant des terres publiques. Il a été expulsé durant la Nakba, le 15 février 1948, le même jour que Qisarya, Khirbat al-Burj et Atlit. Selon Morris les Bédouins arabes al Soufsafi et Saidoun, qui habitaient les dunes entre Qisarya et Pardes ont quitté la zone. Quelques rares familles, dont celle du moukhtar, se sont installées à 500 mètres au nord du site original,.
La ville d’Or Akiva est construite sur le site, en 1951. Les dernières maisons encore debout ont été détruites récemment. La plupart des réfugiés de Barrat Qisarya sont installés en Cisjordanie.